# Phạm Trường Sơn (nghệ sĩ)
Phạm Trường Sơn (sinh năm 1971) là một nghệ sĩ vĩ cầm, nghệ sĩ ưu tú người Việt Nam. Hiện ông là trưởng nhóm ngũ tấu Sông Hồng tại Hà Nội.

## Sự nghiệp
Phạm Trường Sơn tốt nghiệp thạc sĩ tại Học viện Âm nhạc Quốc gia Việt Nam dưới sự hướng dẫn của tiến sĩ Đỗ Xuân Tùng và giáo sư Ngô Văn Thành. Ông đoạt giải nhất trong hạng mục âm nhạc thính phòng tại cuộc thi âm nhạc Concour Mùa thu tại Hà Nội vào năm 1993. Sau đó ông tiếp tục theo học chuyên ngành tại Học viện Âm nhạc Barratt Due ở Oslo, Na Uy từ năm 2009 đến 2013 và với giáo sư Edward Schmieder của Nhóm thính phòng quốc tế iPalpiti cùng bè trưởng Martin Chalifour của Dàn nhạc giao hưởng Los Angeles vào năm 2014.
Phạm Trường Sơn đã biểu diễn tại các phòng hòa nhạc Suntory và Opera City ở Tokyo, Nhật Bản, phòng hòa nhạc Leo Frankel ở Beverly Hills, Hoa Kỳ cùng một số các phòng hòa nhạc khác ở Châu Âu, Trung Quốc và Thái Lan. Ông xuất hiện với tư cách là nghệ sĩ độc tấu cùng Dàn nhạc Dây Hà Nội và Dàn nhạc giao hưởng Hà Nội. Ngoài ra, ông còn là một thành viên của Dàn nhạc trẻ Á Châu vào năm 1993. 1994 và đảm nhiệm vai trò Bè trưởng bè violin 2 và bè trưởng của Dàn nhạc giao hưởng Hà Nội từ những năm thành lập 1997 tới nay.
Hiện nay Phạm Trường Sơn là giảng viên violin và trưởng bộ môn Hoà tấu Dây tại Học Viện Âm Nhạc Quốc Gia Việt Nam. Ông đã được mời làm giám khảo cuộc thi đàn Dây quốc tế tại Thái lan vào năm 2011.

### Nhóm ngũ tấu Sông Hồng
Năm 2009, Phạm Trường Sơn thành lập nhóm ngũ tấu Sông Hồng. Cho đến nay, Sông Hồng đã trở thành một trong những nhóm thính phòng hàng đầu của Việt Nam. Ông cùng Nhóm hoà tấu Sông Hồng biểu diễn và làm giám khảo tại Liên hoan âm nhạc và Cuộc thi âm nhạc 2016 mang tên Ginastera tại Chiang Mai, Thái Lan.